# Volley Näfels
Il Volley Näfels è una società pallavolistica maschile svizzera, con sede a Näfels: milita nel campionato svizzero di Lega Nazionale A.

## Storia
La squadra viene fondata nel 1960 e affiliata alla Swiss Volley nel 1965. Dopo alcune partecipazioni a campionati minori ottiene la promozione in Prima lega, arrivando poi in Lega Nazionale B nel 1972-73 e raggiungendo la massima serie nella stagione 1977-78. Dopo alcuni anni di buoni piazzamenti, culminati con la finale di Coppa di Svizzera 1980-81 e con l'esordio nelle coppe europee, con la partecipazione alla Coppa delle Coppe, il club retrocede in seconda divisione, senza più riuscire nella risalita fino all'inizio degli anni novanta.
Dopo il ritorno in Lega Nazionale A, avvenuto nel campionato 1991-92, iniziano ad arrivare i primi risultati importanti: dopo diverse finali perse la squadra si afferma come una delle realtà più importanti del campionato svizzero, vincendo per nove volte lo scudetto, senza mai scendere dal podio per quattordici anni consecutivi; ottiene inoltre diversi successi sia nella coppa nazionale che in Supercoppa. Dopo alcuni cambiamenti societari e la perdita di sponsor importanti i risultati diventano meno brillanti a partire dal campionato 2011-12, fino al ritorno al successo con la vittoria della Coppa di Svizzera 2013-14.

## Palmarès
- Campionato svizzero: 9

1997-98, 1998-99, 1999-00, 2000-01, 2002-03, 2003-04, 2004-05, 2006-07, 2010-11
- Coppa di Svizzera: 9

1995-96, 1997-98, 1999-00, 2000-01, 2003-04, 2004-05, 2006-07, 2013-14, 2015-16
- Supercoppa svizzera: 8

1995, 1996, 1998, 1999, 2002, 2003, 2004, 2006